# سرشه رونان
سِرشه اونا رونان (ایرلندی: Saoirse Una Ronan؛ زادهٔ ۱۲ آوریل ۱۹۹۴) بازیگر ایرلندی زادهٔ آمریکا است. او از دوران نوجوانی عمدتاً برای بازی در فیلم‌هایی با ژانر درام تاریخی شهرت داشته است و جوایز مختلفی از جمله یک جایزهٔ گلدن گلوب برنده شده و همچنین نامزد دریافت چهار جایزهٔ اسکار و پنج جایزهٔ فیلم بفتا بوده است.
رونان فعالیت حرفه‌ای خود را در مجموعهٔ درام درمانگاه (۲۰۰۳) آغاز کرد. نخستین فعالیت سینمایی او در فیلم من هرگز نمی‌تونم همسر تو باشم (۲۰۰۷) بود و در همان سال نقش برجسته‌ای را در فیلم عاشقانهٔ تاوان ایفا کرد که باعث شد در ۱۳ سالگی نامزد دریافت جایزهٔ اسکار شود. او بعداً نقش اصلی مجموعه‌ای از فیلم‌ها مانند دختری به قتل‌رسیده در استخوان‌های دوست‌داشتنی (۲۰۰۹)، نوجوانی قاتل در هانا (۲۰۱۱) و یک نان‌پز در هتل بزرگ بوداپست (۲۰۱۴) را ایفا کرد. رونان برای بروکلین (۲۰۱۵) نامزد دریافت جایزهٔ اسکار بهترین بازیگر زن شد. او سپس در لیدی برد (۲۰۱۷) و زنان کوچک (۲۰۱۹) از گرتا گرویگ ایفای نقش کرد و برای هر دو نامزد دریافت جایزهٔ اسکار بهترین بازیگر زن شد و همچنین برای لیدی برد جایزهٔ گلدن گلوب را کسب کرد.
در سال ۲۰۱۶، رونان در تئاتر برادوی نقشی را در احیای نمایش بوته آزمایش به تصویر کشید. نام او در همان سال از سوی فوربز در فهرست ۳۰ شخص زیر ۳۰ سال قرار گرفت. نیویورک تایمز در سال ۲۰۲۰ نام او را در رتبهٔ دهم فهرستش از بزرگ‌ترین بازیگر قرن بیست و یکم قرار داد.

## زندگی هنری
وی حرفهٔ خود را در کودکی آغاز کرد و پس از ایفای نقش در فیلم تاوان در سال ۲۰۰۷ به شهرتی جهانی رسید. این فیلم موجب شد که وی برای یک جایزهٔ بفتا، یک جایزه گلدن گلوب و یک جایزهٔ اسکار نامزد شود که برای بازیگری با چنین سن پایینی کم‌سابقه بود.

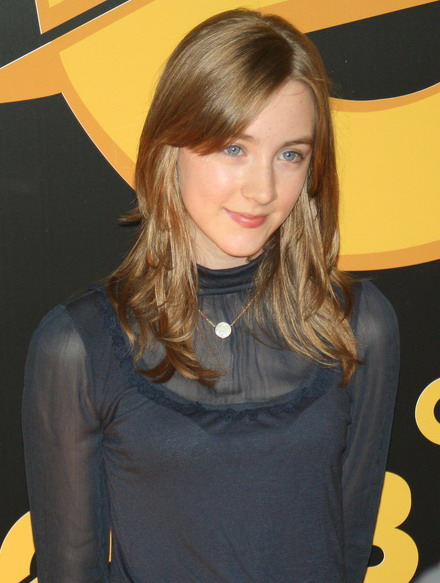
رونان در پیش‌نمایش شهر خاکستر در ۲۰۰۸

رونان در فیلم‌های هالیوودی زیادی حضور یافته است مانند کمدی رمانتیک هرگز نمی‌توانم یک زن باشم (۲۰۰۷)، شهر اخگر (۲۰۰۸)، که اقتباسی از رمانی با همین نام بود، نمایش‌های مرگ‌طلبانه (۲۰۰۷)، درام جنگی راه بازگشت (۲۰۱۰)، هانا (۲۰۱۱) و میزبان. وی برندهٔ یک جایزه ساترن و یک نامزدی جایزهٔ بفتا برای هنرپیشگی در فیلم استخوان‌های دوست‌داشتنی (۲۰۰۹) به کارگردانی پیتر جکسون شده است. او در سال ۲۰۱۶ و برای دومین بار توانست این بار به عنوان بازیگر نقش اول زن برای فیلم بروکلین نامزد جایزه اسکار شود. وی برای سومین بار در سال ۲۰۱۷ توانست نامزد دریافت جایزه اسکار بهترین بازیگر نقش اول زن برای فیلم لیدی برد و برای چهارمین بار نامزد دریافت جایزه اسکار بهترین بازیگر نقش اول زن برای فیلم زنان کوچک (فیلم ۲۰۱۹) در سال ۲۰۲۰ شد.

## زندگی شخصی

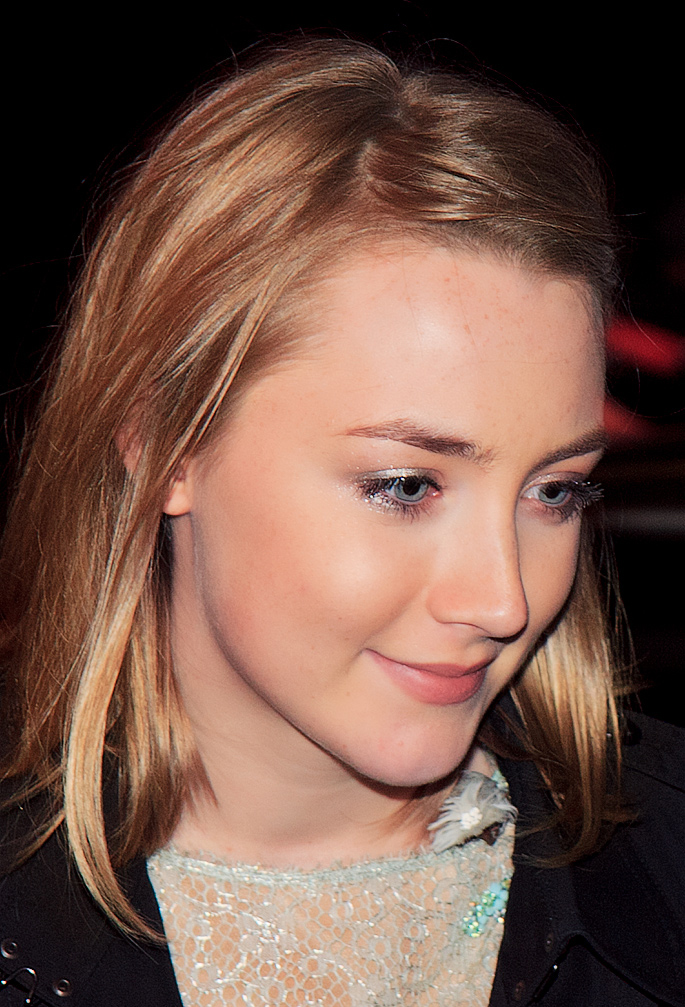
سرشه رونان در فستیوال فیلم کانادا _ سپتامبر ۲۰۱۱

سرشه رونان که در شهر نیویورک به دنیا آمد، تنها فرزند والدین ایرلندی خود، مونیکا و پُل رونان (پُل یک بازیگر است) است که در آن زمان در نیویورک زندگی می‌کردند. پس از این‌که در سه‌سالگی به شهر کارلو ایرلند نقل مکان کردند، در آن‌جا بزرگ شد. به بازی در تئاتر علاقه داشت و از همان کودکی ساز دهنی خوب می‌زد. وی زمانی که در کانتی کارلو زندگی می‌کرد تحت تعلیم خانگی قرار گرفت. در دوران کودکی در فیلم‌هایی مانند متعلق به شیطان همراه پدر خود بود.
آیریش ایندیپندنت در سال ۲۰۲۴ گزارش داد که رونان و جک لودن در یک مراسم خصوصی در ادینبرو با یکدیگر ازدواج کرده‌اند.

## فیلم‌شناسی

### فیلم
| سال  | عنوان                        | نقش                        | توضیحات                |
| ---- | ---------------------------- | -------------------------- | ---------------------- |
| ۲۰۰۷ | من هرگز نمی‌تونم همسر تو باشم | ایزی منسفورت               |                        |
| ۲۰۰۷ | معجزه کریسمس جاناتان تومی    | سلیا هاردویک               |                        |
| ۲۰۰۷ | تاوان                        | بریونی تالیس (۱۳ سالگی)    |                        |
| ۲۰۰۷ | به مبارزه طلبیدن مرگ         | بنجی مک‌گروی                |                        |
| ۲۰۰۸ | شهر اخگر                     | لینا می‌فلیت                |                        |
| ۲۰۰۹ | استخوان‌های دوست‌داشتنی        | سوزی سالمون                |                        |
| ۲۰۱۰ | آریتی                        | آریتی                      | صداپیشه؛ دوبلهٔ انگلیسی |
| ۲۰۱۰ | راه بازگشت                   | ایرنا زیلیانسکا            |                        |
| ۲۰۱۱ | هانا                         | هانا                       |                        |
| ۲۰۱۱ | وایولت و دیزی                | دیزی                       |                        |
| ۲۰۱۲ | بیزانتیوم                    | النور وب                   |                        |
| ۲۰۱۳ | میزبان                       | ملانی استرایدر             |                        |
| ۲۰۱۳ | اکنون چگونه زندگی می‌کنم      | دیزی                       |                        |
| ۲۰۱۳ | جاستین و شوالیه‌های دلیر      | تالیا                      | صداپیشه                |
| ۲۰۱۴ | هتل بزرگ بوداپست             | آگاتا                      |                        |
| ۲۰۱۴ | ماپت‌ها: تحت تعقیب            | خودش                       | تک‌جلوه                 |
| ۲۰۱۴ | رودخانه گمشده                | رت                         |                        |
| ۲۰۱۵ | استکهلم، پنسیلوانیا          | لیا دارگون                 |                        |
| ۲۰۱۵ | Weepah Way for Now           | امیلی/ گوینده              | صداپیشه                |
| ۲۰۱۵ | بروکلین                      | ایلیس لیسی                 |                        |
| ۲۰۱۷ | وینسنت بامحبت                | مارگریت گشت                |                        |
| ۲۰۱۷ | لیدی برد                     | کریستین «لیدی برد» مک‌فرسون |                        |
| ۲۰۱۷ | در ساحل چزیل                 | فلورانس پونتینگ            |                        |
| ۲۰۱۸ | مرغ دریایی                   | نینا زارچنایا              |                        |
| ۲۰۱۸ | ماری ملکه اسکاتلند           | ماری یکم، ملکه اسکاتلند    |                        |
| ۲۰۱۹ | زنان کوچک                    | جو مارچ                    |                        |
| ۲۰۲۰ | آمونیت                       | شارلوت مورشیسون            |                        |
| ۲۰۲۱ | گزارش فرانسوی                | اولین شوگرل                |                        |
| ۲۰۲۲ | ببین چگونه می‌دوند            | پاسبان استالکر             |                        |
| ۲۰۲۳ | دشمن                         | هنریتا                     |                        |
| ۲۰۲۴ | پیشی گرفتن                   | رونا                       | همچنین تهیه‌کننده       |
| ۲۰۲۴ | بلیتز                        | ریتا                       |                        |
| TBA  | بد اپلز                      | ماریا                      |                        |

### تلویزیون
| سال     | عنوان            | نقش           | توضیحات                 |
| ------- | ---------------- | ------------- | ----------------------- |
| ۲۰۰۳–۰۴ | درمانگاه         | ریانون گراگتی | قسمت ۴                  |
| ۲۰۰۵    | مدرک             | اورلا بولاند  | قسمت ۴                  |
| ۲۰۱۴    | مرغ ربات         | گوناگون       | صداپیشه؛ ۲ قسمت         |
| ۲۰۱۷    | پخش زنده شنبه شب | خودش (مهمان)  | قسمت: «سرشه رونان/یوتو» |

### تئاتر
| سال  | عنوان       | نقش            | محل                          |
| ---- | ----------- | -------------- | ---------------------------- |
| ۲۰۱۶ | بوته آزمایش | ابیگیل ویلیامز | تئاتر والتر کر، تئاتر برادوی |
| ۲۰۲۱ | مکبث        | لیدی مکبث      | تئاتر آلمیدا، تئاتر وست اند  |

### موزیک ویدئو
| سال  | عنوان           | خواننده    | آلبوم          |
| ---- | --------------- | ---------- | -------------- |
| ۲۰۱۳ | «مرکز بوستان»   | بت فور لشز | How I Live Now |
| ۲۰۱۶ | «شراب گیلاس»    | هوزیر      | هوزیر          |
| ۲۰۱۷ | «دختر گالویایی» | اد شیرن    | ÷              |